# 蘇利耶跋摩
苏利耶跋摩（梵文名，Suryavarman），占婆（占城）12世紀后期国王。
原名释利毗多难陀那，1182年，投奔真腊1190年，占城王阇耶因陀罗跋摩四世侵攻真腊。真腊王阇耶跋摩七世以释利毗多难陀那为将军，击退了占城的进攻，乘胜攻占了占城首都佛逝。阇耶因陀罗跋摩四世被俘，被押往真腊的首都吴哥。在征服占城之后，阇耶跋摩七世指定其妹夫戚英王子（因，In）于佛逝即位，称蘇利耶闍耶跋摩，作为占城的傀儡国王。释利毗多难陀那于宾童龙即位，建立宾童龙国，称苏利耶跋摩。最终苏利耶跋摩战胜佛逝，1191年统一了占城，宣布占城脱离真腊独立。1198年，占婆王苏利耶跋摩（布池）遣使到越南李朝，要求册封，1199年，越南封他为王。1203年，苏利耶跋摩叔父陀那婆底（Dhanapati Grama，又作“布田”、“布由”）勾结真腊阇耶跋摩七世，进攻国王苏利耶跋摩，国王不敌，便带着剩余兵船二百余艘，逃到越南的机罗海口。越方乂安地区官员杜清、范延谋攻苏利耶跋摩，但阴谋泄露，苏利耶跋摩攻杀杜清、范延，以及乂安兵众二百余人，然后逃入海，不知所终。真腊再次占领占城，将占城作为一个省，直接并入真腊。委任陀那婆底管理占婆地区。占婆沦为真腊属地（时间为1203年至1220年）。